# 中國生命集團
中國生命集團有限公司（港交所：08296）為香港上市公司，主要業務為於台灣及中國及香港及越南提供殯儀服務，包括棺木、壽衣、孝服等，台灣及重慶護老及相關諮詢服務。

## 历史
2005年2月24日成立，2009年9月9日以配售方式在香港創業板掛牌上市，配股價為0.72港元，上市後數天內股價最高升至4.24港元。自二零一七年十二月二十二日起，劉添財先生已不再出任主席，惟繼續留任執行董事職務。同時，許建春先生已獲委任為董事會主席。

## 附屬公司
- 中國-重慶錫周殯葬服務
- 臺灣-寶山生命科技股份有限公司、寶德生命事業股份有限、不老林股份有限公司
- 越南-寶山生命責任有限公司

## 外部連結
- 中國生命集團公司網站（页面存档备份，存于）